# Rhinolophus convexus
Rhinolophus convexus is een vleermuis uit het geslacht der echte hoefijzerneuzen (Rhinolophus) die voorkomt in de Cameron-hooglanden van West-Maleisië en in Laos. De soortnaam convexus verwijst naar de convexe vorm van het neusblad. Deze soort is het nauwst verwant aan Rhinolophus subbadius.
R. convexus is een kleine hoefijzerneus met kleine oren. De rugvacht is bruin; de buikvacht is wat korter en lichter. De membranen zijn donkerbruin. Het neusblad is breed. Verschillende kenmerken van het neusblad scheiden R. convexus van andere soorten. De voorarmlengte bedraagt 42,3 mm, de tibialengte 17,8 mm en de schedellengte 16,90 mm.